# Station Sint-Katerine
Station Sint-Katerine is een voormalige spoorweghalte in het dorp Sint-Katrien gelegen op de plaats waar de gemeenten Lendelede, Kuurne en Heule (deelgemeente van Kortrijk) samenkomen. De stopplaats lag aan de spoorlijn 66, die Brugge met Kortrijk verbindt.
Aalbeke ·
Bissegem ·
Heule ·
Heule-Leiaarde ·
Kortrijk ·
Kortrijk-Luipaardbrug ·
Kortrijk-Vorming ·
Kortrijk-West ·
Kortrijk-Weide ·
Marke ·
Sint-Katerine
0: Brugge ·
3,2: Sint-Michiels ·
7,2: Loppem ·
10,8: Zedelgem ·
12,9: Veldegem ·
18,9: Torhout ·
23,7: Lichtervelde ·
27,1: Gits ·
29,7: Beveren (Roeselare) ·
32,4: Roeselare ·
34,8: Rumbeke ·
36,7: Kachtem ·
39,3: Izegem ·
42,4: Ingelmunster ·
45,6: Lendelede ·
47,2: Sint-Katerine ·
50,2: Heule ·
51,0: Heule-Leiaarde ·
54,5: Kortrijk